# João Pilarski
João Pilarski (Guaragi, 31 de dezembro de 1929 — Ponta Grossa, início de 2004) foi um pintor brasileiro de caráter primitivista.
De ascendência polonesa, começou na escola a desenhar e pinta com tinta guache e giz de cera no jardim de infância com a ajuda de seu mestre e familiares. Estudou até o segundo grau primário no Grupo Escolar Júlio Teodorico, em Ponta Grossa, no Paraná, mudando-se para Guaragi, após sofrer da doença de paralisia infantil, desconhecida na época, e desde 1941. Em 1952 agravou-se a doença e ele foi transferido para tratamento médico em Ponta Grossa.
O artista foi homenageado pelo Centro de Cultura Cidade de Ponta Grossa, com a nomeação da galeria de artes do órgão com seu nome.